# Jim Brown (calciatore)
James Brown, detto Jim (Kilmarnock, 31 dicembre 1908 – Berkeley Heights, 9 novembre 1994), è stato un allenatore di calcio e calciatore scozzese naturalizzato statunitense, di ruolo centrocampista.

## Biografia
Brown nacque a Kilmarnock, presso Glasgow, ma crebbe a Troon, nell'Ayrshite, primo di 10 fratelli.
Suo padre, tornato dalla Grande Guerra, non seppe fronteggiare gli impegni familiari e lasciò la Scozia per gli Stati Uniti; il figlio James "Jim" si impiegò come rivettatore nel cantiere navale di Troon; a 18 anni partì anche lui oltreoceano per rintracciare il padre; trovatolo nel New Jersey rimase negli Stati Uniti e trovò lavoro a Westfield, dove viveva suo zio.
Di lì a poco entrò nel locale club calcistico, che era uso ingaggiare giocatori britannici che sbarcavano lì durante il loro periodo di permanenza in America.
Non passò molto tempo prima che il Bayonne Rovers lo ingaggiasse ma anche lì la sua permanenza non durò molto, perché fu messo sotto contratto dal Newark Skeeters e da lì fece il grande salto verso New York con l'ingaggio da parte dei Nationals e poi dei Giants.
Nel 1930 fu selezionato per la formazione nazionale degli Stati Uniti che prese parte alla prima edizione del campionato mondiale di calcio in Uruguay: partito per nave da Hoboken con il solo passaporto britannico, ricevette la notifica della cittadinanza statunitense appena prima di sbarcare a Montevideo.
Gli americani giunsero fino alla semifinale, persa 1-6 contro l'Argentina, e Brown, che marcò in tale incontro il goal della squadra a stelle e strisce, vanta la singolarità statistica di essere l'unico scozzese ad avere mai segnato in una semifinale mondiale o più in generale in una fase eliminatoria, non essendo mai riuscita la Scozia a superare la fase ai gironi nella storia del campionato del mondo di calcio.
Con gli Stati Uniti Brown si piazzò terzo, miglior risultato di sempre dei nordamericani nel torneo.
Nel 1932 fu di nuovo in Gran Bretagna ingaggiato dagli inglesi del Manchester Utd in cui rimase un biennio per essere ceduto al Brentford che lo relegò nella squadra riserve per tutta la stagione 1934-35 (in cui segnò più di 50 goal); un anno più tardi fu venduto al Tottenham per 1 200 sterline.
Proseguì la carriera tra Inghilterra (al Guildford City per 750 sterline) e Scozia per interromperla durante la guerra, periodo in cui a lui e a suo fratello Jock, che giocava come portiere, fu offerta l'esenzione dagli obblighi bellici per via della sua esperienza come rivettatore, per la quale sarebbe stato pagato due volte e mezzo il salario base data la scarsità di operai.
Si arruolò tuttavia come paracadutista e fu mandato in Cina a combattere contro il Giappone, ma fu forzosamente congedato per via della sopravvenuta sordità causata dal lavoro nei cantieri navali.
Tornò in New Jersey dopo la guerra svolgendo varie attività tra cui quella di allenatore, dopo avere smesso con il calcio giocato per via dell'incapacità respiratoria sopravvenuta con il suo tabagismo; suo figlio George ne seguì le orme e fu giocatore, allenatore e arbitro.
Morì nel 1994 a Berkeley Heights, nel New Jersey, e George in seguito ricostruì tutto il ramo familiare, che vanta sportivi di rilievo di varie discipline e nazionalità: il fratello di James, Jock, infatti, fu portiere del Clyde con cui vinse la Coppa nazionale del 1939 e in un'occasione vestì la maglia della Scozia; Jock, a sua volta, è padre di Peter e Gordon Brown, coppia di rugbisti internazionali per la Scozia, e l'ultimo anche per i British Lions; suo zio Alex Lambie, capitano del Partick Thistle, è inoltre il bisnonno del rugbista sudafricano Patrick Lambie.

## Statistiche

### Cronologia presenze e reti in nazionale
| Cronologia completa delle presenze e delle reti in nazionale ― Stati Uniti | Cronologia completa delle presenze e delle reti in nazionale ― Stati Uniti | Cronologia completa delle presenze e delle reti in nazionale ― Stati Uniti | Cronologia completa delle presenze e delle reti in nazionale ― Stati Uniti | Cronologia completa delle presenze e delle reti in nazionale ― Stati Uniti | Cronologia completa delle presenze e delle reti in nazionale ― Stati Uniti | Cronologia completa delle presenze e delle reti in nazionale ― Stati Uniti | Cronologia completa delle presenze e delle reti in nazionale ― Stati Uniti |
| Data                                                                       | Città                                                                      | In casa                                                                    | Risultato                                                                  | Ospiti                                                                     | Competizione                                                               | Reti                                                                       | Note                                                                       |
| -------------------------------------------------------------------------- | -------------------------------------------------------------------------- | -------------------------------------------------------------------------- | -------------------------------------------------------------------------- | -------------------------------------------------------------------------- | -------------------------------------------------------------------------- | -------------------------------------------------------------------------- | -------------------------------------------------------------------------- |
| 13-7-1930                                                                  | Montevideo                                                                 | Stati Uniti                                                                | 3 – 0                                                                      | Belgio                                                                     | Mondiali 1930 - 1º turno                                                   | -                                                                          |                                                                            |
| 17-7-1930                                                                  | Montevideo                                                                 | Stati Uniti                                                                | 3 – 0                                                                      | Paraguay                                                                   | Mondiali 1930 - 1º turno                                                   | -                                                                          |                                                                            |
| 26-7-1930                                                                  | Montevideo                                                                 | Argentina                                                                  | 6 – 1                                                                      | Stati Uniti                                                                | Mondiali 1930 - Semifinale                                                 | 1                                                                          |                                                                            |
| 17-8-1930                                                                  | Rio de Janeiro                                                             | Brasile                                                                    | 4 – 3                                                                      | Stati Uniti                                                                | Amichevole                                                                 | -                                                                          |                                                                            |
| Totale                                                                     |                                                                            | Presenze                                                                   | 4                                                                          |                                                                            | Reti                                                                       | 1                                                                          |                                                                            |